# Joan Clos i Matheu
Joan Clos i Matheu (Parets del Vallès, 1949) és un polític català que fou alcalde de Barcelona entre 1997 i 2006, i Ministre d'Indústria, Turisme i Comerç des de 2006 fins a 2008. De 2010 a 2018 va ser Director Executiu d'ONU-Habitat. Des de 2020 presideix l'Associació de Propietaris d'Habitatge en Lloguer (Asval), una organització impulsada per les grans immobiliàries espanyoles.

## Biografia[calcitació]
Va néixer el 29 de juny de 1949 a Parets del Vallès. Va estudiar medicina a la Universitat Autònoma de Barcelona i s'hi va graduar en la primera promoció. Posteriorment va treballar a l'Hospital de Sant Pau de Barcelona i es va especialitzar en anestèsia. Després de diversos anys d'exercici professional com a anestesista, va canviar radicalment de trajectòria professional i es va orientar cap a l'epidemiologia, la medicina comunitària i la gestió de recursos sanitaris, tot cursant estudis d'especialització a la Universitat de Barcelona, als Estats Units d'Amèrica i a la Universitat d'Edimburg. Entre els anys 1981 i 1991 va ser president de la Societat Espanyola d'Epidemiologia i de la Societat Espanyola de Salut Pública i Administració Sanitària.

## Activitat política

### Política municipal
L'any 1979 es va integrar en el govern municipal de Barcelona com a director dels Serveis Sanitaris. El 1983 va ser elegit regidor de l'Ajuntament de Barcelona per la llista del Partit dels Socialistes de Catalunya (PSC), sent nomenat responsable de l'Àrea de Salut Pública. L'any 1987 va ser nomenat regidor del districte de Ciutat Vella i quatre anys després, el 1991, va ser nomenat segon tinent d'alcalde, amb responsabilitat directa sobre l'àmbit d'Organització, Economia i Hisenda.
El 26 de setembre de 1997 va substituir Pasqual Maragall com a alcalde de Barcelona. L'any 1999, a les eleccions municipals va ser elegit per a un mandat de quatre anys, i va tornar a guanyar les del 25 de maig de 2003.
El seu mandat com a alcalde es va caracteritzar per la concepció, preparació i celebració del Fòrum Universal de les Cultures, celebrat a Barcelona l'estiu de 2004, i la consegüent reurbanització de l'àrea propera al riu Besòs i Diagonal Mar, un projecte de reordenació urbanística deu vegades més gran del que va experimentar la ciutat amb motiu dels Jocs Olímpics de 1992. També va engegar el projecte del Districte 22@, un nou barri tecnològic construït al costat del Poblenou, destinat a potenciar el sector de la comunicació i el coneixement, i la remodelació de La Sagrera davant l'arribada del tren d'alta velocitat (AVE).

### Política catalana, estatal i internacional
El setembre de 2006 va deixar l'alcaldia per ser nomenat per José Luis Rodríguez Zapatero nou Ministre d'Indústria, Turisme i Comerç en substitució de José Montilla, el qual va abandonar el seu càrrec per esdevenir candidat a les Eleccions al Parlament de Catalunya de 2006.
L'abril de 2008 va deixar el ministeri i el juny va esdevenir ambaixador d'Espanya a Turquia i el 2009, a l'Azerbaidjan, fins al 19 de novembre de 2010, després que a l'agost fos nomenat director executiu d'ONU-Habitat, el Programa de Nacions Unides pels Assentaments Humans, càrrec que va ocupar fins al gener de 2018, quan el va succeir Maimunah Mohd Sharif.
El maig de 2019, ATREVIA, empresa multinacional de comunicació i posicionament estratègic, va incorporar Joan Clos com a senior partner, per a "aportar la seva experiència en àrees relacionades amb ciutat, desenvolupament urbà, mobilitat, smart cities, marca ciutat i marca país, i en estratègies de sostenibilitat i compliment dels objectius de desenvolupament sostenible".
El juliol de 2019 va ser nomenat, juntament amb Ramon Roca, nou membre del Consell Assessor per al Desenvolupament Sostenible de Catalunya (CADS), un òrgan col·legial que assessora el Govern amb relació a les polítiques i actuacions que incideixen sobre el desenvolupament sostenible.
Fins al gener de 2024, Clos va presidir l’Associació de Propietaris d’Habitatges de Lloguer (Asval, per les seves sigles en castellà), una organització impulsada per grans immobiliàries espanyoles. Aquesta entitat defensa els interessos dels propietaris d’habitatge de lloguer. Va estar 4 anys al càrrec.

## Reconeixements
Durant el seu mandat com a alcalde de Barcelona, la ciutat va rebre la medalla d'or del Royal Institute of British Architects, que es va dedicar al seu govern, la ciutadania i professionals del disseny, per la transformació de Barcelona mitjançant una estratègia ambiciosa alhora que pragmàtica.
L'any 2016, Clos va rebre la medalla ONU-Habitat pel seu lideratge com a director executiu de l'institució i com a secretari general del congrés Habitat III.